# Mohammad le Derviche
Pour les articles homonymes, voir Derviche (homonymie).
Mohammad le Derviche est un peintre de miniatures persanes qui fut actif dans le dernier quart du XVe siècle.
Le nom de ce peintre ne figure que dans un seul manuscrit, par ailleurs remarquable. Il s'agit d'une copie du texte du « Khamseh » de Nizami, dont la réalisation représente une véritable épopée.  Le recueil de poèmes du « Khamseh » a toujours été extrêmement populaire en Perse. Cet exemplaire a été commandé par le prince timouride Aboul Kassym Babour (au pouvoir entre 1449 et 1457) au fameux calligraphe Azkhar, mais à cause de la mort inopinée du prince, il ne peut être terminé. Un an plus tard, l'unificateur des tribus turcomanes des Moutons noirs, Djahanshah, s'empare de la ville d'Hérat et le manuscrit tombe entre les mains de son fils, Pir Boudak. Ensuite, il passe au chef de l'autre alliance turcomane des Moutons blancs, Khalil Sultan, qui commande au calligraphe Abd al-Rakham al-Khorezmi de terminer la transcription du texte,  et à deux peintres, Sheikhi et  Mohammad le Derviche, de l'illustrer. À la mort de Khalil Sultan en 1478, le manuscrit - qui n'est toujours pas terminé - entre en possession de son frère Yakoub; mais comme son frère, il ne le voit pas terminé,  car il meurt en 1490. Finalement, le manuscrit devient la propriété du fondateur de la dynastie safavide, le chah Ismaïl Ier qui règne de 1501 à 1524, et qui patronne sa réalisation finale.
Mohammad a travaillé à la cour des souverains turcomanes issus de l'alliance des Moutons blancs qui s'emparèrent de Tabriz. Ces derniers n'étaient pas indifférents envers les livres manuscrits et les miniatures qui composaient et enrichissaient la bibliothèque royale (ou kitabkhaney). Avant la prise de pouvoir des Turcomans, Tabriz était depuis plusieurs décennies le noyau de la tradition élégante de la miniature persane. Mohammad et Sheikhi illustrent pendant de nombreuses années le « Khamseh », mais leur style diffère des prédécesseurs en conformité avec les propres goûts du sultan Yakoub. Ce style prend le nom de « style turkmène » ou « style turcoman » qui est encore plus apprécié par le fondateur de la dynastie safavide, Ismaïl Ier.